# Linköpings FC (női csapat)
A Linköpings FC egy női labdarúgóklub, amely a svéd élvonalban szerepel. A klub székhelye Linköpingben található.

## Története
A klub 2003-as alapítását követően az első osztály tagja és három bajnoki címével, valamint öt kupagyőzelmével Svédország egyik legsikeresebb együttese.

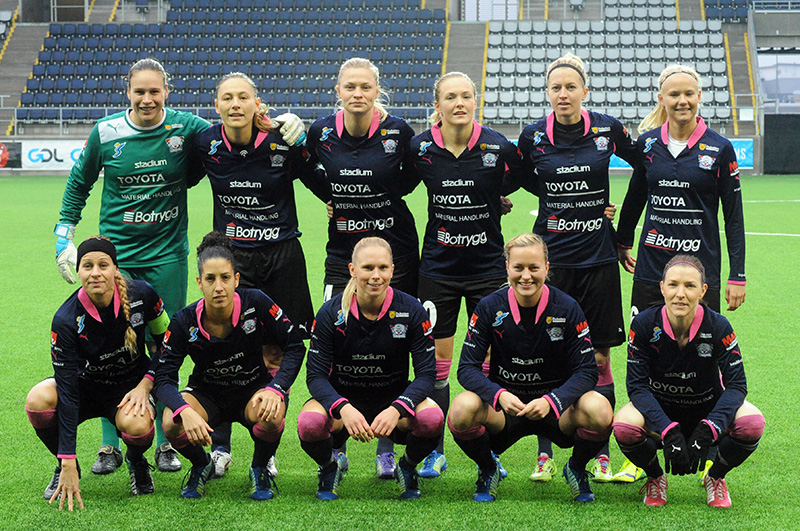
2014-ben a Zvezda-2005 elleni BL mérkőzésen.
Felső sor, balról: Katie Fraine, Mariann Gajhede Knudsen, Fridolina Rolfö, Magdalena Eriksson, Janni Arnth, Pernille Harder.
Alsó sor, balról: Charlotte Rohlin, Cláudia Neto, Jonna Andersson, Kristine Minde, Maja Krantz.

## Sikerlista
- Svéd bajnok (3): 2009, 2016, 2017
- Svéd kupagyőztes (5): 2006, 2008, 2009, 2013–14, 2014–15

## Játékoskeret
2023. szeptember 28-tól
| #  |     | Poszt | Név               |
| -- | --- | ----- | ----------------- |
| 1  | SWE | K     | Cajsa Andersson   |
| 20 | SWE | K     | Clara Wiklund     |
| 26 | SWE | K     | Lovisa Koss       |
| 2  | SWE | V     | Frida Elofsson    |
| 3  | SWE | V     | Johanna Alm       |
| 4  | SWE | V     | Emma Östlund      |
| 5  | PHI | V     | Angela Beard      |
| 6  | JPN | V     | Takarada Szaori   |
| 10 | SWE | V     | Emma Lennartsson  |
| 17 | SWE | V     | Nellie Karlsson   |
| 21 | SWE | V     | Stina Lennartsson |
| 8  | SWE | KP    | Johanna Svedberg  |
| 12 | SWE | KP    | Felicia Saving    |

| #  |     | Poszt | Név                                 |
| -- | --- | ----- | ----------------------------------- |
| 13 | SWE | KP    | Ella Lundin                         |
| 15 | SWE | KP    | Lisa Björk                          |
| 16 | NOR | KP    | Malin Brenn                         |
| 18 | SWE | KP    | Michelle De Jongh                   |
| 22 | SWE | KP    | Alva Selerud (kölcsönben a Romától) |
| 29 | JPN | KP    | Momiki Júka                         |
| 88 | FIN | KP    | Amanda Rantanen                     |
| 9  | NOR | CS    | Cathinka Tandberg                   |
| 11 | SWE | CS    | Leona Özdemir                       |
| 11 | UKR | CS    | Nadja Kunyina                       |
| 14 | CMR | CS    | Michaela Abam                       |
| 19 | USA | CS    | Delaney Baie Pridham                |
| 23 | SWE | CS    | Cornelia Kapocs                     |

## Korábbi híres játékosok
| - Tove Almqvist - Jonna Andersson - Maria Aronsson - Kosovare Asllani - Marija Banušić - Stina Blackstenius - Magdalena Eriksson - Nilla Fischer - Pauline Hammarlund - Lina Hurtig - Petra Johansson - Maria Karlsson - Lisa Klinga - Maja Krantz - Jessica Landström - Lisa Lantz - Mimmi Larsson - Sara Larsson - Emma Lennartsson - Sofia Lundgren - Emma Lundh - Josefine Öqvist - Anna Oskarsson - Frida Östberg - Charlotte Rohlin - Fridolina Rolfö - Jessica Samuelsson - Louise Schillgard - Caroline Seger | - Katie Fraine - Tiffeny Milbrett - Karen Bardsley - Natasha Dowie - Lisa De Vanna - Cristiane - Janni Arnth - Mariann Gajhede Knudsen - Pernille Harder - Anna-Kaisa Rantanen - Linda Sällström - Maja Kildemoes - Manon Melis - Renée Slegers - Faith Michael - Maureen Mmadu - Nora Holstad Berge - Kristine Minde - Cláudia Neto - Vira Djatel |